# John Koutoukou
 (octobre 2018).
John Koutoukou est un personnage de bande dessinée ivoirienne. Son père graphique et scénaristique est Benjamin Kouadio qui signe sous le pseudonyme de Kbenjamin. Ce héros du neuvième art ivoirien est né en janvier 1981 à Bouaké. Son auteur était en classe de 4e au Collège Moderne de Bouaké. Le personnage avait l'aspect d'un vieux chauve au départ. Il a subi une cure de jouvence au fil des années pour garder l’aspect qu’il a aujourd’hui.

## Personnalité

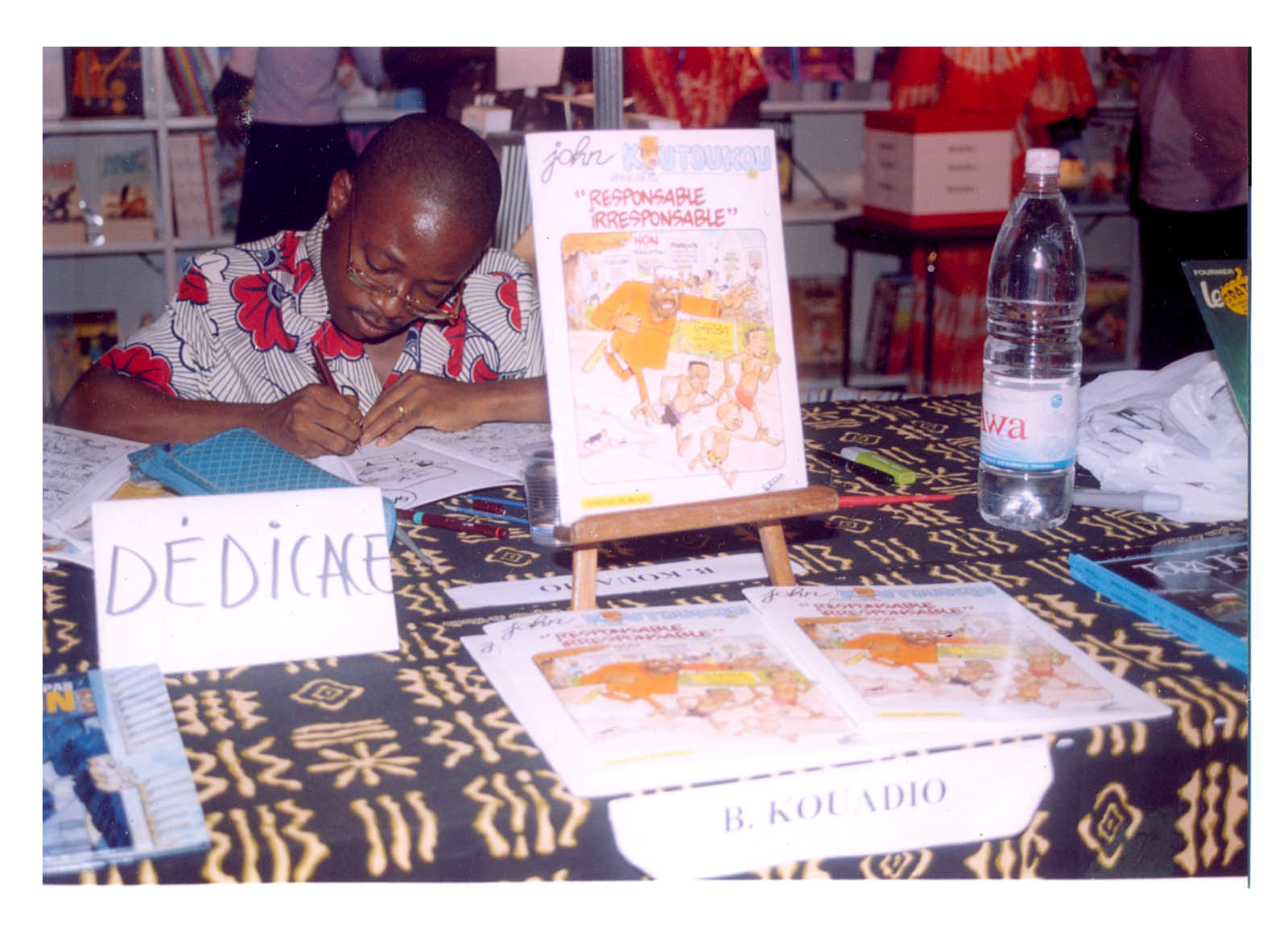
Benjamin Kouadio alias Kbenjamin en séance de dédicace lors du Festival International de la bande dessinée et du dessin de presse Cocobulles en 2003 à Grand-Bassam

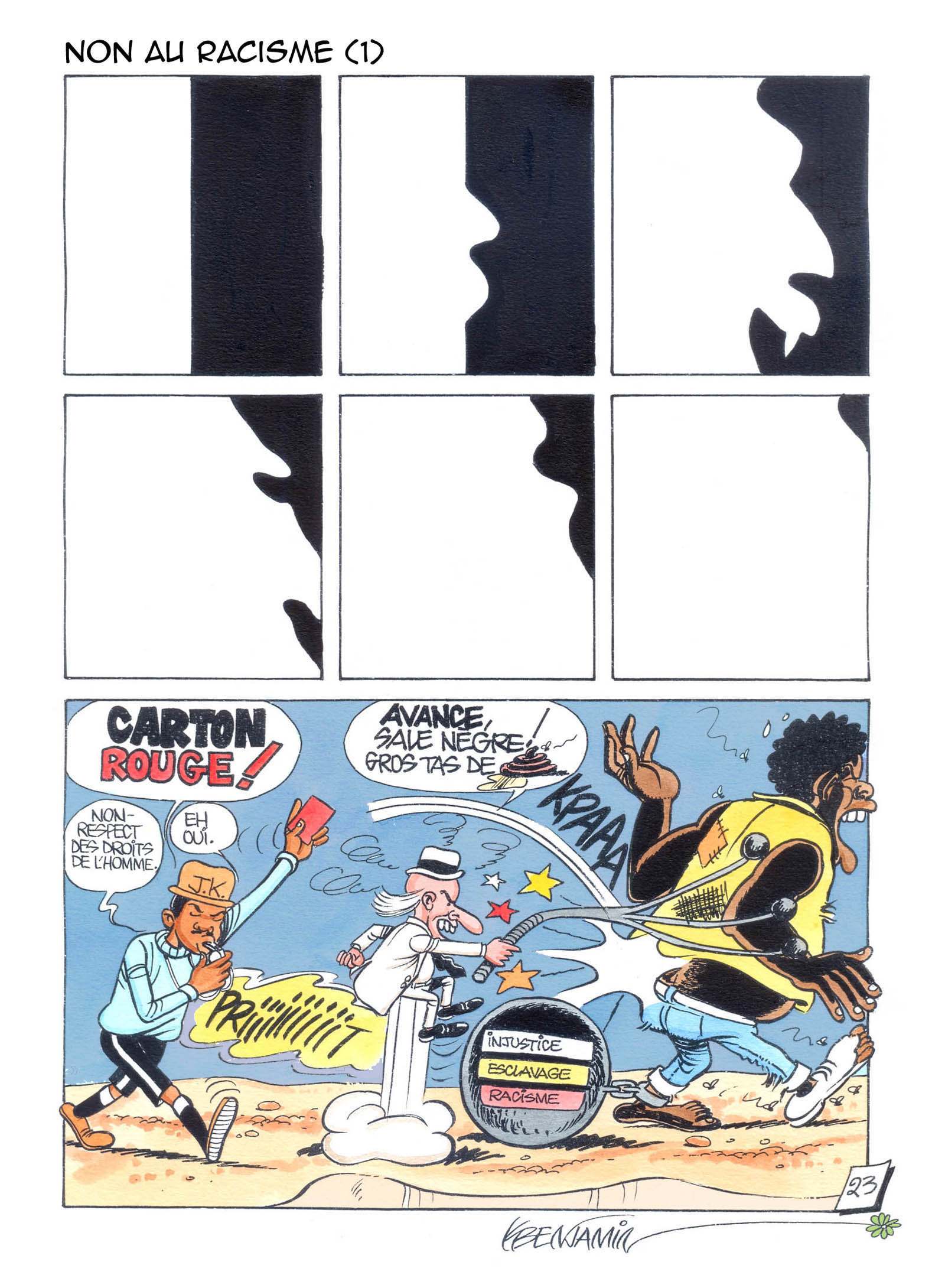
Une planche de bande dessinée de Benjamin Kouadio alias Kbenjamin dénonçant un comportement raciste

Le personnage de John Koutoukou est un moralisateur de la société dans laquelle il évolue. Il est musicien. Pour gagner sa vie, il n’hésite pas à être cireur, répétiteur (donne des cours à domicile), etc. Pour lui, il n’y a pas de sot métier. Sa devise est « Z’yeux voient bouche parle ». En d’autres termes, toutes les vérités sont bonnes à dire. Et cela lui retombe dessus la plupart du temps. Maintes fois, il est aux prises  avec un policier pourri répondant au  nom de « Srantê » qui signifie en langue baoulé (une des nombreuses ethnies de Côte d’Ivoire) « mauvaise personne ». Ses victimes sont de tous les milieux ; en particulier ceux de la moyenne et basse classe. Il leur dicte sa loi. Une loi dont il est le seul à connaître les tenants et les aboutissants. 
John Koutoukou est un féru de bon garba, un mets fait de semoule de manioc accompagné de poisson frit avec du piment frais et de l’oignon coupé en tranches. Il a aussi un faible pour l’alloco qui est du déshabillé de banane plantain coupé en tranches et frit, accompagné de piment avec du poisson frit ou des brochettes de viande. Il aime bien la compagnie des enfants et ces derniers le lui rendent bien.

## Albums
- John Koutoukou. Responsable Irresponsable, Centre d'édition et de diffusion africaines, 1999  (ISBN 2-86394-343-X)
- John Koutoukou: Quittons dans ça, éditions Eburnie, 2013  (ISBN 978-2-84770-212-5)
- John Koutoukou: Abidjan est gâtée, éditions Eburnie, 2013  (ISBN 978-2-84770-211-8)
- John Koutoukou: Le sida tue, et alors?, éditions Eburnie, 2013  (ISBN 978-2-84770-213-2)